# JBOD
JBOD (Just a Bunch Of Disks) je podobno RAID mehanizmu. Vendar, da ne združi particij. Jih pusti toliko koliko diskov imate v NAS Strežniku! 
Npr. v RAID 0 načinu imamo 4 diske vsak ima 1TB nam pokaže kot da je vgrajen 1 disk z 4TB
V JBOD pa jih zazna kot da imamo vgrajene 4 diske po 1 TB prostora.